# バーンスー区
バーンスー区（バーンスーく、タイ語: เขตบางซื่อ）は現在、タイ王国バンコク都の行政区の一つ。
この行政区は、北から順に、チャトゥチャック区、ドゥシット区、バーンプラット区、ノンタブリー県のバーンクルワイ郡とムアンノンタブリー郡に接している。

## 建物
ラーマ6世橋は、チャオプラヤー川にかかった最初の橋で、1923年1月1日にオープンした。現在は列車専用になっている。

## 交通
- タイ国有鉄道　バーンスー分岐駅[1]、バーンソーン駅
- バンコク・メトロ　■バーンスー駅、■■タオプーン駅、■バーンソーン駅、■ウォンサワン駅